# Ichnanthus
Ichnanthus är ett släkte av gräs. Ichnanthus ingår i familjen gräs.

## Dottertaxa tillIchnanthus, i alfabetisk ordning[1]
- Ichnanthus annuus
- Ichnanthus bambusiflorus
- Ichnanthus breviscrobs
- Ichnanthus calvescens
- Ichnanthus camporum
- Ichnanthus dasycoleus
- Ichnanthus ephemeroblepharis
- Ichnanthus glaber
- Ichnanthus grandifolius
- Ichnanthus hirtus
- Ichnanthus hoffmannseggii
- Ichnanthus inconstans
- Ichnanthus lanceolatus
- Ichnanthus lancifolius
- Ichnanthus leiocarpus
- Ichnanthus leptophyllus
- Ichnanthus longiglumis
- Ichnanthus mayarensis
- Ichnanthus mollis
- Ichnanthus nemoralis
- Ichnanthus nemorosus
- Ichnanthus pallens
- Ichnanthus panicoides
- Ichnanthus procurrens
- Ichnanthus riedelii
- Ichnanthus ruprechtii
- Ichnanthus tarumanensis
- Ichnanthus tectus
- Ichnanthus tenuis
- Ichnanthus zehntneri